# II. razred nogometnog Prvenstva Zagreba 1957./58.
II. razred Prvenstva Zagreba je bila liga 5. stupnja nogometnog prvenstva Jugoslavije za sezonu 1957./58. 

Sudjelovalo je 12 klubova, a prvak je bila "Šparta" iz Zagreba.
"Šparta" je prethodne sezone, 1956./57., osvojila III. razred.

## Ljestvica
| mj. | klub              | ut. | pob. | ner. | por. | gol+ | gol- | bod |
| --- | ----------------- | --- | ---- | ---- | ---- | ---- | ---- | --- |
| 1.  | Šparta Zagreb     |     |      |      |      |      |      |     |
| 2.  | BSK Brdovec       |     |      |      |      |      |      |     |
| 3.  | Bregana           |     |      |      |      |      |      |     |
| 4.  | Uljara Zagreb     |     |      |      |      |      |      |     |
| 5.  | Pliva Zagreb      |     |      |      |      |      |      |     |
| 6.  | Vrbovec           |     |      |      |      |      |      |     |
| 7.  | Ciglana Zagreb    |     |      |      |      |      |      |     |
| 8.  | Galeb Zagreb      |     |      |      |      |      |      |     |
| 9.  | Radnik Sesvete    |     |      |      |      |      |      |     |
| 10. | Udarnik Kurilovec |     |      |      |      |      |      |     |
| 11. | Hajduk Dugo Selo  |     |      |      |      |      |      |     |
| 12. | Croatia Zagreb    |     |      |      |      |      |      |     |

- "BSK" iz Brdovca započeo sezonu kao "Srp"
- "Hajduk" iz Dugog Sela započeo sezonu kao "Tenkist"
- Kurilovec danas dio Velike Gorice

## Rezultatska križaljka
| kratica | klub                         | BRE | BSK | CIG | CRO | GAL | HAJ | PLI | RAD | ŠPA | UDA | ULJA | VRB |
| --- | ---------------------------- | --- | --- | --- | --- | --- | --- | --- | --- | --- | --- | ---- | --- |
| BRE | Bregana                      |     |     |     |     |     |     |     |     |     |     |      |     |
| BSK | BSK / Srp (Brdovec)          |     |     |     |     |     |     |     |     |     |     |      |     |
| CIG | Ciglana Zagreb               |     |     |     |     |     |     |     |     |     |     |      |     |
| CRO | Croatia Zagreb               |     |     |     |     |     |     |     |     |     |     |      |     |
| GAL | Galeb Zagreb                 |     |     |     |     |     |     |     |     |     |     |      |     |
| HAJ | Hajduk / Tenkist (Dugo Selo) |     |     |     |     |     |     |     |     |     |     |      |     |
| PLI | Pliva Zagreb                 |     |     |     |     |     |     |     |     |     |     |      |     |
| RAD | Radnik Sesvete               |     |     |     |     |     |     |     |     |     |     |      |     |
| ŠPA | Šparta Zagreb                |     |     |     |     |     |     |     |     |     |     |      |     |
| UDA | Udarnik Kurilovec            |     |     |     |     |     |     |     |     |     |     |      |     |
| ULJA | Uljara Zagreb                |     |     |     |     |     |     |     |     |     |     |      |     |
| VRB | Vrbovec                      |     |     |     |     |     |     |     |     |     |     |      |     |
| |                              |     |     |     |     |     |     |     |     |     |     |      |     |
| podebljan rezultat - utakmice od 1. do 11. kola (1. utakmica između klubova) rezultat normalne debljine - utakmice od 12. do 22. kola (2. utakmica između klubova) rezultat nakošen - nije vidljiv redoslijed odigravanja međusobnih utakmica iz dostupnih izvora rezultat nakošen i smanjen * - iz dostupnih izvora nije uočljiv domaćin susreta prekrižen rezultat - poništena ili brisana utakmica p - utakmica prekinuta 3:0 p.f. / 0:3 p.f. - rezultat 3:0 bez borbe |                              |     |     |     |     |     |     |     |     |     |     |      |     |

 Izvori: 

## Poveznice
- Prvenstva Zagrebačkog nogometnog podsaveza
- Zagrebački nogometni podsavez
- Zagrebačka nogometna liga 1957./58.
- I. razred nogometnog Prvenstva Zagreba 1957./58.